# 겨울의 빛
《겨울의 빛》은 1984년 6월 17일에 MBC TV에서 방영되었던 베스트셀러극장이다.

## 줄거리
거칠고 야성적인 성격의 소유자 현규(현석)에게 매료된 혜자(이기선)는 이 남자와 결혼할 것이라고 다짐한다. 그러나 현규가 약속도 없이 떠나자 혜자는 그를 찾아 탄광촌까지 들어간다. 현규의 식구들은 그녀를 반기기는커녕 무시하고 떠나라고 윽박지르는데...

## 출연
- 현석
- 이기선
- 홍순창
- 김애경
- 최봉
- 김영옥
- 허기호
- 박상조
- 국정환
- 박종관
- 문회원
- 박영지
- 최병학
- 사상기
- 박태호
- 서권순
- 김명희
- 이창환
- 이은철